# Bert Popelier
Bert Popelier (Passendale, 12 oktober 1945) is een Belgisch ingenieur en een Vlaams schrijver.

## Levensloop
Bert Popelier studeerde landbouwwetenschappen, ontwikkelingssamenwerking en voedingsleer aan de Rijksuniversiteit Gent. Hij promoveerde tot landbouwkundig ingenieur en licentiaat in de ontwikkelingssamenwerking. Hij werkte vier jaar als bio-ingenieur in Zaïre en twee jaar als assistent aan de Universiteit Gent. Toen besloot hij schrijver te worden.
Hij werd freelance cultuurjournalist en schreef honderden artikels over beeldende kunst en andere culturele onderwerpen, meestal in:
- Artsenkrant,
- Kunst en Cultuur, het maandblad van het Paleis voor Schone Kunsten in Brussel,
- De Tijd (voorheen De Financieel Economische Tijd).

Als auteur publiceerde hij bij diverse uitgeverijen (De Bezige Bij, Manteau, Poëziecentrum, Pandora Publishers, Uitgeverij P) vijftien boeken, meestal poëzie en theatermonologen. Daartoe behoren zijn literaire werken geïnspireerd op de kunst en op het leven en de tijdsgeest van James Ensor, Léon Spilliaert, Rik Wouters, Constant Permeke en Eugeen Van Mieghem.  
Hij schreef ook over historische onderwerpen, gesitueerd in de 16de en de 17de eeuw, periode waarin heel wat levensbeschouwelijke en sociale conflicten in onze gewesten aan de orde waren. Zo schreef hij theatermonologen over de inquisitie en de godsdienstoorlogen in de Zuidelijke Nederlanden, en over het opkomende vrijzinnig humanisme. In 2014 publiceerde hij een lang vredesgedicht, getiteld 'De Muur van de Vermisten', dat geïnspireerd is op de Eerste Wereldoorlog. Zijn monologen werden diverse keren in theatervorm opgevoerd, onder meer door Herbert Flack en Karel Vingerhoets.
Hij maakte een metrische vertaling van Goethes Iphigenia in Tauris en van de Engelse gedichtencyclus Façade van Edith Sitwell.
In het voorjaar 2020 schreef hij 100 gedichten in verband met de coronacrisis. Een bundeling daarvan verscheen in juni 2020 bij uitgeverij Mithras onder de titel Blijf in uw kot, crisisgedichten in tijden van corona. De door Popelier hierbij gebruikte stijl was beeldrijk en expressionistisch, de inhoud kritisch en rebels.

## Publicaties
- Maretak, poëzie, 1969.
- Van de verworven instincten, poëzie, Gent, uitg. Christian De Backer, 1975.
- De hofnar spreekt, poëzie, uitg. Ziggurat, 1978.
- Iphigenia in Tauris, vertaling, 1980.
- Minne Mijn, poëzie, uitg. Jan de Maere, 1980.
- Gaarne, mijn beest, poëzie, 1982.
- De plek dichtst bij de maan, poëtische dialoog, Gent, Poëziecentrum, 1985.
- Klei en vuur, poëzie, Gent, Poëziecentrum, 1985.
- Het lot van Horta, poëzie, 1986.
- Roel D'Haese, drie gesprekken, monografie, 1987.
- Vlaamse pastorale, poëzie, 1988.
- De kracht van Cobra, essay, uitg. Van Spijk, 1989.
- Spilliaert mijn vreemde naam, monoloog, hoorspel, EAN9789053250495, 1996.
- De brief van Wouters, poëzie, 1999.
- Ensor op hoge poten, monoloog, EAN9789074750035, Antwerpen, Pandora Publishers, 1999.
- Libellus ad Carolum, de spotlijster en de keizer, poëzie, 2000.
- Christian Verhelst, monografie, Galerie William Wauters, 2001.
- De welgezinden van Permeke, theatermonoloog, uitg. Pandora, 2002.
- Het testament van Augustine, poëzie, 2002.
- Het beleg van Oostende, historisch verhaal, uitg. Pandora, 2004.
- De donkere gedichten, poëzie, 2008.
- Gesprekken over hedendaagse geneeskunde, essay, Artsenvereniging van Antwerpen, 2009.
- Het convivium van Jacobus Edelheer, uitg. Pandora, 2009.
- Tussen passer en winkelhaak, poëzie, 2011.
- Muur van de Vermisten, poëzie, 2014.
- Blijf in uw kot, crisisgedichten in coronatijd, uitg. Mithras, 2020.
- Het huis van de liefde, monoloog, Antwerpen, Pandora Publishers, z.d.